# Ludność Chełma
Ludność Chełma
- 1629 - 2 600[1]
- 1860 - 3 637[1]
- 1913 - 23 327[1]
- 1914 - 26 380[1]
- 1916 - 16 280[1]
- 1921 - 23 221[1]
- 1939 - 28 300
- 1946 - 23 329 (spis powszechny)
- 1950 - 20 550 (spis powszechny)
- 1955 - 26 729
- 1960 - 31 108 (spis powszechny)
- 1961 - 32 500
- 1962 - 33 100
- 1963 - 33 500
- 1964 - 34 300
- 1965 - 34 800
- 1966 - 35 000
- 1967 - 36 900
- 1968 - 37 700
- 1969 - 38 300
- 1970 - 39 135 (spis powszechny)
- 1971 - 40 010
- 1972 - 41 100
- 1973 - 42 600
- 1974 - 43 826
- 1975 - 45 479
- 1976 - 47 200
- 1977 - 49 000
- 1978 - 49 600 (spis powszechny)
- 1979 - 51 200
- 1980 - 53 026
- 1981 - 54 943
- 1982 - 56 426
- 1983 - 57 862
- 1984 - 59 398
- 1985 - 60 680
- 1986 - 61 782
- 1987 - 62 702
- 1988 - 63 458 (spis powszechny)
- 1989 - 64 848
- 1990 - 66 393
- 1991 - 67 718
- 1992 - 68 023
- 1993 - 68 569
- 1994 - 68 970
- 1995 - 69 426
- 1996 - 69 882
- 1997 - 70 292
- 1998 - 70 654
- 1999 - 70 724
- 2000 - 69 012
- 2001 - 69 016
- 2002 - 68 672 (spis powszechny)
- 2003 - 68 688
- 2004 - 68 611
- 2005 - 68 160
- 2006 - 67 887
- 2007 - 67 782
- 2008 - 67 702
- 2009 - 67 650
- 2010 - 66 537
- 2011 - 66 176
- 2012 - 65 897
- 2013 - 65 481
- 2014 - 64 855
- 2015 - 64 270
- 2016 - 63 734
- 2017 - 63 333
- 2018 - 62 670
- 2019 - 61 932
- 2020 - 59 711
- 2021 - 56 321 (spis powszechny)
- 2022 - 57 933
- 2023 - 57 214

## Powierzchnia Chełma
- 1995 - 35,26 km²
- 2006 - 35,28 km²
- 2023 - 39,97 km²

## Piramida wieku
Piramida wieku mieszkańców Chełma w 2014 roku.